# Serrig
Serrig település Németországban, Rajna-vidék-Pfalz tartományban. Lakosainak száma 1662 fő (2023. december 31.).

## Népesség
A település népességének változása:
| Lakosok száma | 1432 | 1657 | 1657 | 1666 | 1684 | 1662 |
|               | 1975 | 2017 | 2019 | 2021 | 2022 | 2023 |